# Lac Simard, Côte-Nord
Lac Simard är en sjö i Kanada.   Den ligger i regionen Côte-Nord och provinsen Québec, i den östra delen av landet, 1 200 km öster om huvudstaden Ottawa. Lac Simard ligger 28 meter över havet. Arean är 7,2 kvadratkilometer. Den sträcker sig 4,5 kilometer i nord-sydlig riktning, och 5,8 kilometer i öst-västlig riktning.
I omgivningarna runt Lac Simard växer i huvudsak barrskog. Trakten runt Lac Simard är nära nog obefolkad, med mindre än två invånare per kvadratkilometer.